# 노보리자토 교헤이
노보리자토 교헤이(일본어: 登里 享平, 1990년 11월 13일 ~ )는 일본의 축구 선수로, 포지션은 왼쪽 윙백 내지는 왼쪽 윙어이다. 현재 J1리그의 가와사키 프론탈레에서 뛰고 있다.

## 선수 생활

### 유소년기
노보리자토 교헤이는 가가와니시 고등학교 축구부에 입단하여, 1학년 때부터 주전 자리를 꿰찼다. 전일본 고교 축구 선수권 대회에도 3년 연속으로 출장하였다. 2009년 독일 뒤셀도르프에서 열린 세계 유소년 축구 선수권 대회에 일본 고교 대표로 참가하였으며, 4경기에 출전 3골을 기록하였다.

### 가와사키 프론탈레
2009 시즌을 앞두고, 가와사키 프론탈레에 입단하였다. 6월 20일 리그 14라운드 오이타 트리니타와의 경기에 교체 출장하여 프로 데뷔 무대를 가졌다. 10월 25일 리그 30라운드 산프레체 히로시마전에서 나카무라 겐고의 골을 어시스트하고, 1분 뒤 프로 데뷔 골을 기록하였다. 2014 시즌 왼쪽 측면 미드필더 자원이었던 노보리자토는 조금더 아래로 내려와 윙백 내지는 풀백으로 활약하기 시작하였다. 2016 시즌에 등번호가 2번으로 바뀌었다. 2017 시즌 구단 역사상 최초의 우승에 공헌하였다.

## 국가대표팀 경력
그는 2010년 아시안 게임에 참가할 일본 U-23 국가대표팀에 발탁되었으며, 금메달 획득에 기여했다.

## 수상

### 구단

#### 가와사키 프론탈레
- J1리그 (1) : 2017

### 국가대표
- 아시안 게임 : 2010 ( : 금메달)